# Dworzec autobusowy w Gdańsku
Dworzec autobusowy w Gdańsku – dworzec autobusowy przy ul. 3 Maja w Śródmieściu Gdańska, u podnóża Góry Gradowej. Obiekt należy do Przedsiębiorstwa Budowlanego Górski. 
Dworzec jest umiejscowiony obok (powyżej) dworca kolejowego Gdańsk Główny i połączony z nim przejściem podziemnym ze schodami ruchomymi.

## Historia
Dworzec autobusowy wybudowano w latach 70. XX w, obecnie jego estetyka jest kwestionowana. Od początku XXI w. planuje się przebudowę obiektu; budynek byłby hotelem z częścią przeznaczoną na obsługę pasażerów.